# Ludersdorf-Wilfersdorf
Ludersdorf-Wilfersdorf osztrák község Stájerország) Weizi járásában. 2018 januárjában 2397 lakosa volt. 

## Elhelyezkedése

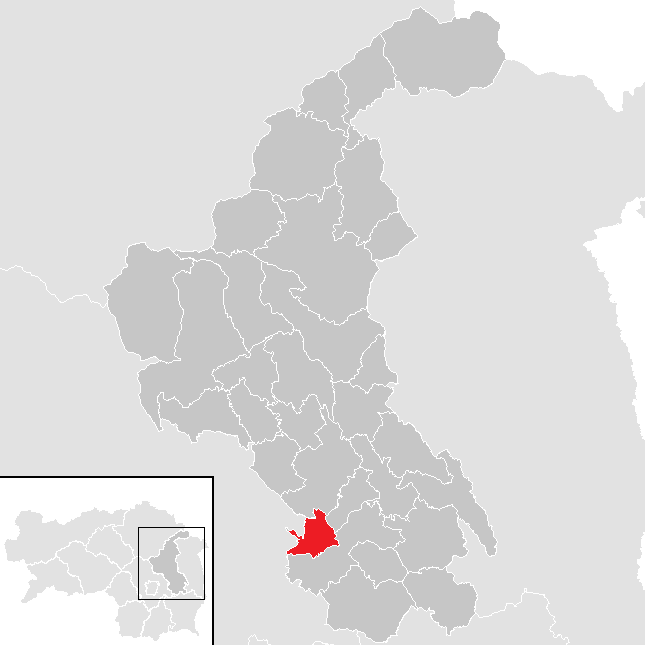
Ludersdorf-Wilfersdorf a Weizi járásban

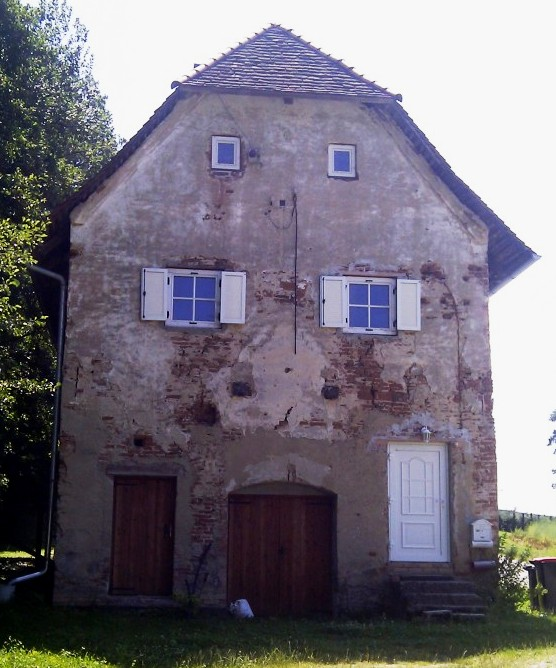
A kastély melletti, műemléki védettségű gazdasági épület

Ludersdorf-Wilfersdorf a Kelet-stájerországi dombságon fekszik, a Rabnitzbach folyó mentén. Az önkormányzat 4 települést egyesít: Flöcking (728 lakos 2018-ban), Ludersdorf (698), Pircha (417) és Wilfersdorf (554).
A környező önkormányzatok: északra Sankt Ruprecht an der Raab, északkeletre Albersdorf-Prebuch, keletre Gleisdorf, északnyugatra Eggersdorf bei Graz.

## Története
Ludersdorf és Wilfersdorf önálló önkormányzatai 1850-ben alakultak meg, az 1848-as bécsi forradalmat követő földreform után. Miután Ausztria 1938-ban csatlakozott a Német Birodalomhoz, a két község a Stájerországi reischgauhoz tartozott, majd a második világháború után 1945-től 1955-ig a brit megszállási zónához tartozott. A mai önkormányzat 1955-ben alakult meg a két község egyesülésével. 

## Lakosság
A ludersdorf-wilfersdorfi önkormányzat területén 2018 januárjában 2397 fő élt. A lakosságszám 1880 óta gyarapodó tendenciát mutat. 2015-ben a helybeliek 94,1%-a volt osztrák állampolgár; a külföldiek közül 1,7% a régi (2004 előtti), 3,2% az új EU-tagállamokból érkezett. 2001-ben a lakosok 87,8%-a római katolikusnak, 2,1% evangélikusnak, 7,5% pedig felekezeten kívülinek vallotta magát.

## Látnivalók
- Freiberg várát a Freynberg nemzetség építette, első említése 1472-ből származik. 1636-ban Ott Gottfried von Kollonitsch gróf kezére került, aki reneszánsz kastéllyá alakította át az épületet. A Kollonitschok 1874-es kihalása után több kézen át a második világháború után állami tulajdonba került. A leromlott állagú kastélyt 1973-ban Erich Mohringer és Walter Haibel vásárolta meg előző tulajdonosától és több évtizeden át felújították. Ma művészeti kiállításokat, eseményeket rendeznek benne és nyitva áll a látogatók előtt.

## Fordítás
- Ez a szócikk részben vagy egészben  a   Ludersdorf-Wilfersdorf című német Wikipédia-szócikk ezen változatának fordításán alapul.  Az eredeti cikk szerkesztőit annak laptörténete sorolja fel. Ez a jelzés csupán a megfogalmazás eredetét és a szerzői jogokat jelzi, nem szolgál a cikkben szereplő információk forrásmegjelöléseként.